# Protosticta sanguinostigma
Protosticta sanguinostigma är en trollsländeart som beskrevs av Fraser 1922. Protosticta sanguinostigma ingår i släktet Protosticta och familjen Platystictidae. IUCN kategoriserar arten globalt som sårbar. Inga underarter finns listade i Catalogue of Life.